# Julien Lehouck

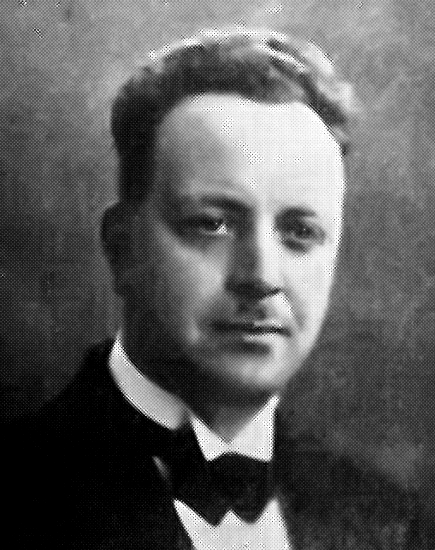
Julien Lehouck

Julien Lehouck (* 14. August 1896 in Egem; † 25. Februar 1944 in Breendonk) war ein belgischer Leichtathlet, Unternehmer und Widerständler.
Julien Lehouck startete bei den Olympischen Spielen 1920 in Antwerpen in drei Disziplinen, im 100-Meter-Lauf, in der 4-mal-100-Meter-Staffel sowie im Weitsprung. Bei seinem Einzelstart schied er in der ersten Runde aus, ebenso mit der Staffel, im Weitsprung belegte er Rang 25. 

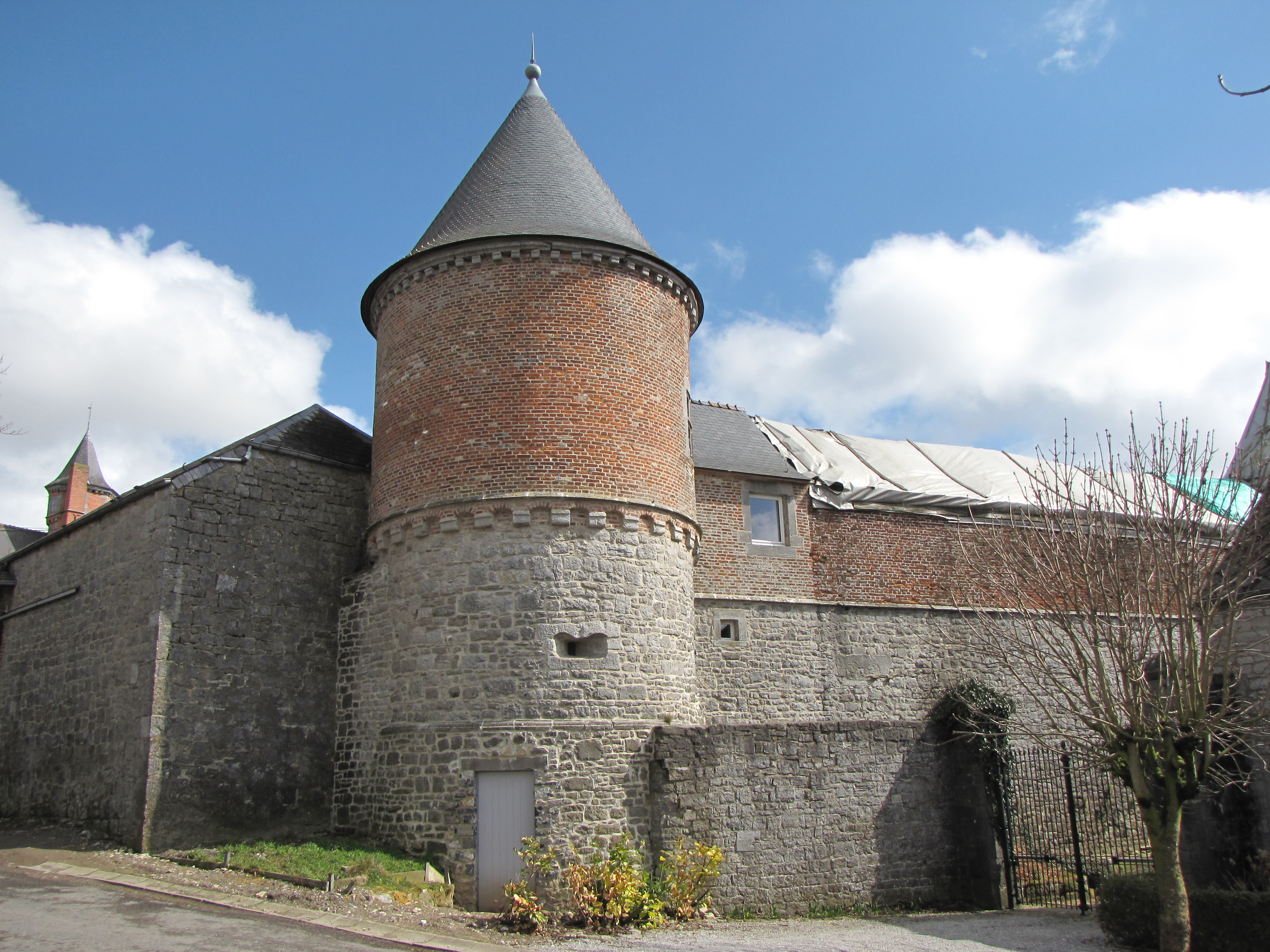
Schloß Senzeilles

1921 heiratete Lehouck Simonne Gerbehaye, die Eigentümerin von Schloß Senzeilles, übernahm nach dem Tod des Schwiegervaters Felix Gerbehaye die Leitung des familiären Metallbauunternehmens Constructions Mécaniques Félix Gerbehaye und wurde Bürgermeister von Senzeilles. Die Familie versteckte in ihrem Schloss jüdische Menschen, die auf der Flucht waren. Am 11. Februar 1944 erschien die Gestapo im Schloß, um Lehouck zu verhaften. Dieser versuchte zu flüchten, verletzte sich jedoch beim Herablassen an einer Mauer. Er wurde wegen „Spionage und Unterstützung der Alliierten“ verhaftet und zwei Wochen später durch Hängen hingerichtet. Seine Ehefrau und der gemeinsame Sohn Paul wurden einen Tag vor seiner Hinrichtung ebenfalls verhaftet. Die Frau wurde in das KZ Ravensbrück verschleppt, wo sie am 24. April 1945 befreit wurde; Paul Lehouck kam in Bautzen zu Tode. Simonne Lehouck-Gerbehaye machte nach dem Krieg politische Karriere: Sie wurde der erste weibliche Senator Belgiens und war von 1946 bis 1976 Bürgermeisterin von Senzeilles (2014: rund 750 Einwohner).